# Тверская Карелия
Тверска́я Каре́лия (карел. Tverin Kariela / Tverin Karjala, фин. Tverin Karjala) — ряд территорий северо-восточной части Тверской области, район компактного расселения тверских карел.

## Этимология
Понятие «Тверская Карелия» впервые употребил Фёдор Николаевич Глинка в своей книге «О древностях в Тверской Карелии», которая вышла в свет в 1836 году.  Ф. Н. Глинка включал в Тверскую Карелию земли уездов Тверской губернии — Бежецкого и Весьегонского. Территория Тверской Карелии понимается и в настоящее время примерно в этих же границах.

## География
В Тверскую Карелию включаются земли Бежецкой возвышенности (Бежецкого Верха), которые находятся на северо-востоке Тверской области: Бежецкого, Весьегонского, Краснохолмского, Лесного, Лихославльского, Максатихинского, Спировского, Рамешковского, Молоковского, Сандовского и Сонковского районов; бывшего Кузнецовского сельского округа Вышневолоцкого района; Лисковского сельского поселения и бывшего Борисовского сельского округа Кесовогорского района; Брусовского, Еремковского, Зареченского, Куровского и Молдинского сельских поселений Удомельского района.
К началу XX века наибольшее число тверских карел проживало в Бежецком, Весьегонском, Вышневолоцком, Новоторжском, частично в Тверском, Зубцовском, Кашинском уездах.
По данным переписи 1926 года тверских карел насчитывалось 140 567 человек, из них более 95 % владело карельским языком.

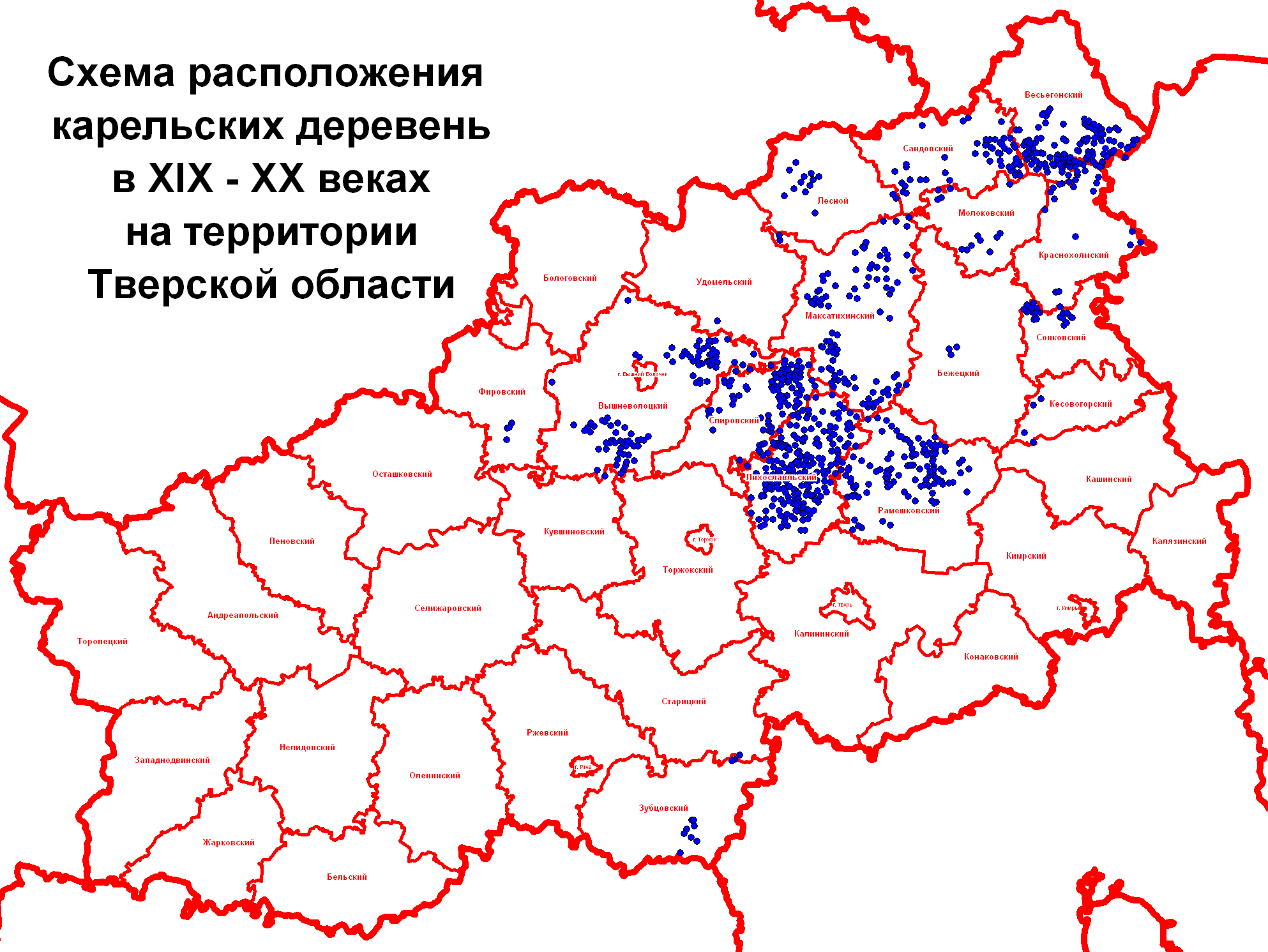
Карельские деревни Тверской области

В 1930 году, по данным статистического сборника Мособлисполкома (в это время восточная часть бывшей Тверской губернии входила в состав Московской области), карелы проживали в следующих районах: Весьегонский — 13017 человек или 25,08 % от всего населения района, Краснохолмский — 4420 человек или 7 %, Лесной — 3152 или 14 %, Лихославльский — 23035 — 56 %, Максатихинский — 28895 чел. — 45 %, Молоковский — 1552 чел. — 2 %, Рамешковский — 24550 чел. — 45 %, Сонковский — 4027 чел. — 8 %, Спировский — 11181 чел. — 33 %, Толмачевский — 24469 чел. — 95 %. Всего карел по области в 1930 году было 150 617 чел.
По переписям в Калининской области карел насчитывалось:
- 1970 — 38 064[3]
- 1979 — 30 387[3]
- 1989 — 23 169[4]

По переписи 2002 года в Тверской области тверских карел насчитывалось 14 633 человека, по переписи 2010 года — 7394 человека.

### Карельские деревни и сёла
С самого начала своего переселения в тверское Верхневолжье в XVII веке и вплоть до трагических событий коллективизации, раскулачивания и «укрупнения деревень» в 30-60-х годах XX века, тверские карелы жили преимущественно в хуторах. Именно хутор, а не деревня был главным типом поселения в сельской местности. То, что мы наблюдаем сегодня в Тверской Карелии — большие деревни по 30, 40, 50 и более домов, явление по историческим меркам довольно позднее и для самих карел не характерное.
Наиболее известные карельские деревни и сёла: Толмачи, Микшино, Козлово, Алёшино, Никольское, Трестна, Ривицкий, Кострецы, Ключевая, Чамерово, Кесьма, Мартыново, Карельский Городок.
Национальным, культурно-историческим и сакральным центром Тверской Карелии является село Толмачи. Местность вокруг Толмачей — это ровно то самое место, откуда началось заселение Бежецкой возвышенности карелами четыре столетия назад, и где сложился тверской карельский язык. Толмачи расположены на семи холмах в междуречье Медведицы и Мологи, на самом стыке этих речных долин: с северо-востока село огибает Талицкий ручей, являющийся притоком реки Светчи, которая, в свою очередь, несёт свои воды через реку Тихвинку в Мологу, а с юго-западной стороны берёт свой исток небольшая речка Луги — приток Медведицы, поэтому в Толмачах поток переселенцев с Карельского перешейка и Приладожья в XVII веке разделялся — часть расселялась по Медведице и её притокам, а часть уходила по Светче в долину Мологи, вплоть до Весьегонска.

### Города Тверской Карелии
Самыми древними городами Тверской Карелии являются Бежецк, Весьегонск и Красный Холм. Первым из них статус города именным указом императрицы Екатерины II в 1775 году получил Бежецк, а в следующем 1776 году — Весьегонск и Красный Холм.
В Тверской Карелии Бежецк является старейшим и крупнейшим городом, и по праву считается неофициальной столицей региона. История Бежецка уходит своими корнями в глубину веков. На месте современного города, по берегам Мологи, археологами открыто несколько стоянок ещё первобытных охотников и собирателей. Но подлинное рождение будущего города происходит только после включения территории Бежецка в состав средневековой Новгородской республики. Все земли Древнего Новгорода делились на пять частей — пятин, образованных вокруг той или иной речной системы. В отсутствие сухопутных трактов, единственно возможными путями сообщения оставались только реки. Одной из таких новгородских пятин стала Бежецкая пятина, представлявшая собой речную систему Мологи: от истока реки до волока, где впоследствии будет основан город Вологда — транспортный коридор между реками Молога и Северная Двина. Именно земли Бежецкой пятины станут в начале XVII века местом расселения карельских переселенцев с Карельского перешейка и Ингерманландии, и русских переселенцев со стороны Ярославля и Костромы, привнёсших на новые территории культуру плужного земледелия. Существует некоторая путаница в названиях города. Так центром Бежецкой пятины долгое время являлся городок Бежичи, ныне — одноимённая деревня в Бежецком районе. Современный же Бежецк, вплоть до 1766 года, был большим торговым селом и носил название Городецк, когда своим указом императрица Екатерина II сначала присвоила ему новое название — Бежецк, в память о Бежецкой пятине, а уже в 1775 году предоставила статус города. В 1780 году Бежецк впервые в своей истории получил собственный герб: "Куст малины в серебряном поле, которым весьма изобилуют окрестности сего города, в верхней части щита герб Тверской: «В красном поле на зелёной подушке золотая корона», в 1785 году — органы местного самоуправления (городского голову, городскую думу и городовые магистраты), а крестьянское население села было включено в мещанское сословие и наделено всеми правами и привилегиями городских жителей в соответствии с Жалованной грамотой городам. В ходе губернской реформы 1775 года Бежецк становится центром крупнейшего в губернии, как по численности населения, так и по территории, Бежецкого уезда. По состоянию на 1913 год, в Бежецком уезде проживало порядка 320 тыс. человек, из которых свыше 20 % составляли тверские карелы. Исторически так сложилось, что именно Бежецкий и соседний с ним Весьегонский уезды стали этнографическим ядром Тверской Карелии.
Весьегонск является одним из трёх старинных городов Тверской Карелии, городом с яркой, но в то же время и трагичной судьбой. С начала XVII века территория Бежецкого Верха становится центром мощного колонизационного движения, где сходятся два встречных потока: карельские переселенцы приходят на дикие и первобытные земли Бежецкой возвышенности со стороны Карельского перешейка, а русские переселенцы — со стороны Ярославля и Костромы, привнося на новое место культуру плужного земледелия. И до сих пор во многих русских селениях бывшего Весьегонского уезда можно услышать характерный севернорусский говор. Основанное одной из таких групп переселенцев на берегу реки Молога село Весиегонское оказалось столь удачно расположенным, что довольно скоро стало главным торговым и ремесленным центром всей Нижней Мологи. И уже к началу XVIII века складывается то положение, которое просуществует в неизменном виде в течение последующих двух веков, вплоть до 20-х годов XX века: раздел долины реки Мологи в экономическом и административном плане на две большие части. Верховья Мологи будут тяготеть к Бежецку, а её низовья составят собственный Весьегонский регион. В 1776 году происходит знаковое и, во многом, поворотное событие в истории Весьегонска. Именным указом императрицы Екатерины II селу Весиегонское присвоен статус города. Уже в 1780 году Весьегонск получает собственный герб: «Рак чёрной в золотом поле которыми воды, окружающие сей город, весьма изобилуют», а с 1785 года — после издания Жалованной грамоты городам — и полноценное собственное местное самоуправление. Для самих жителей села превращение Весьегонска в город означало существенное повышение их правого статуса: переход из крестьянского сословия в категорию мещан или «сословие городских обывателей», как определяла его Жалованная грамота. В ходе реализации губернской реформы, в 1778 года Весьегонск становится центром Весьегонского уезда в составе Тверского наместничества (с 1796 года — Тверской губернии), и оставался уездным городом с небольшим перерывом в 1796—1803 годах вплоть до 1929 года, являясь четвёртым по площади и численности населения в губернии. Так, например, Весьегонский уезд включал в себя территории современных Весьегонского, Сандовского, Краснохолмского, большую часть Лесного и значительную часть Молоковского районов Тверской области. Население уезда в период империи стремительно росло. Если в ходе всеобщей переписи населения Российской империи в 1897 году в Весьегонском уезде насчитывалось 155 431 человек, то по состоянию на 1913 год население уезда составляло уже порядка 200 тысяч человек, из которых свыше 20 % — тверские карелы. Весьегонский уезд, наряду с Бежецким, считался самым зажиточным уездом губернии. В значительной степени это было обусловлено выращиванием и торговлей льном.
Лён в XVIII — начале XX века представлял собой современный аналог нефти. Изо льна получали ткани, лакокрасочные изделия и растительное масло. Замены льну при производстве всех этих товаров в то время не было. Так, собственное хлопковое производство в Российской империи появляется только с окончательным присоединением Средней Азии в конце XIX века, но и оно обеспечивало хлопком, главным образом, пороховые заводы. Хлопок в те времена являлся стратегическим сырьём, из которого изготавливали порох. Поэтому вплоть до начала XX века бо́льшая часть тканей изготавливалась изо льна. Стремительный экономический рост, начавшийся после отмены крепостного права в 1861 году, и получивший новый импульс в эпоху царствования императора Николая II — строительство Транссибирской магистрали, Столыпинская аграрная реформа и освоение Сибири, масштабная программа перевооружения флота — привёл к ажиотажному спросу на строительные материалы, в том числе на краски, лаки и олифу, и здесь замены льну делавшая свои первые шаги химия ещё не изобрела. Похожая ситуация была и с льняным растительным маслом. Всем нам привычное подсолнечное масло вошло в повседневный рацион большинства жителей России только ближе к середине XX века. Зона подсолнуха — это южные степные регионы, которые стали активно заселяться и колонизироваться по историческим меркам достаточно поздно, начиная только со второй половины XIX века, когда были окончательно сняты все ограничения на перемещение внутри империи для крестьян и горожан. До этого времени замены льняному растительному маслу практически не существовало.
Вторым важнейшим фактором процветания Весьегонска и уезда было знаменитое на весь мир «вологодское масло», доход от продажи которого приносил императорской казне суммы, сопоставимые с хлебным экспортом.
В низовьях Мологи находились уникальные пойменные луга, не уступавшие по травостою знаменитым альпийским лугам Австрии и Швейцарии, позволявшие получать удивительное по вкусу сливочное масло. Трава, что вырастала на этих лугах в окрестностях Весьегонска, где паслись коровы, придавала особенный вкус и особые свойства «сладкому маслу», которое продавали в Париж, отчего и само масло изначально называлось «сладким парижским» и именно под этим названием было известно в тогдашней Европе. «Вологодским» весьегонское «парижское сладкое масло» станет уже в советскую эпоху, когда память о былом коммерческом размахе купцов и крестьян с Нижней Мологи будет мешать новым властям. Во второй половине XIX века происходит самая настоящая революция в пищевом производстве. Открытие французским химиком Луи Пастером технологии, названной в его честь пастеризацией, позволило увеличить сроки хранения молока и, самое главное, начать массовое изготовление привычных нам сливочного масла и сыров. В Тверской губернии, и в частности Весьегонском уезде, новая отрасль народного хозяйства «масло- и сыроделие» возникает благодаря усилиям выдающегося русского подвижника и предпринимателя Н. В. Верещагина — родного брата знаменитого художника-баталиста, который разработал и активно продвигал простое в эксплуатации, но недорогое и надёжное оборудование для изготовления сыров и масла. И уже с этого времени во многих крупных сёлах уезда появляются артельные и частные маслобойни и сыроварни, а о «сладком масле» из Весьегонска узнают в Европе. Недолгая история «сладкого масла» закончилась в середине XX века. Тогда в ходе затопления территории Рыбинского водохранилища в 1940—1947 годах под водой оказались сотни тысяч гектаров уникальных заливных лугов, на которых и росли удивительные по своим свойствам травы, волны сомкнулись над множеством деревень и сёл, деревянных и каменных храмов, десятком монастырей, затопленными оказались такие старинные города как Весьегонск и Молога. Техногенная катастрофа привела к переселению огромных масс людей со своих исконных земель и к изменению климата и травостоя в прилегающих к «Рыбинскому морю» местностях.
Третьим по значимости городом Тверской Карелии является Красный Холм. Карельское название Красного Холма — Spuasu. Оно уходит своими корнями в старину, когда поселение на берегу реки Неледины представляло собой крупное новгородское торговое село Спас-на-Холме. Своим основанием, как и многие другие селения Бежецкого Верха, село Спас-на-Холме было обязано Николаевскому Антониеву монастырю. После окончания смутного времени, с начала XVII века монастырь активно привлекал крестьян-переселенцев на пустующие земли Бежецкой возвышенности и одна из таких групп переселенцев очень удачно обосновалась на месте будущего города. Развитию торговли и ремёсел в Спасе-на-Холме, росту его хозяйственного и экономического значения способствовало и близкое соседство с монашеской обителью: огромный и влиятельный Антониев монастырь находился на расстоянии всего одной версты от села, поток богомольцев сюда не прекращался никогда, а в дни святого Николая его окрестности наполнялись многочисленными паломниками со всех уголков тверского и ярославского Верхневолжья. В январе 1776 года происходит поворотное событие в истории Красного Холма. Именным указом Екатерины Второй селу Спас-на-Холме был присвоен статус города, сам же город получил новое название: Красный Холм. Существует легенда о происхождении названия города. Она гласит, что однажды императрица, проезжая мимо этого местечка, была поражена его красотой: город, расположенный на холме, утопал в зелени и цветах — и повелела именовать его отныне Красным, что значит Красивым Холмом. Никаких исторических подтверждений этой легенды нет, она сохранилась только в народной памяти. 21 апреля 1780 года Красный Холм получил свой собственный герб: «В голубом поле красный холм, означающий имя сего города», в верхней части щита герб Тверской: «В красном поле на зелёной подушке золотая корона», а с 1785 года — после издания Жалованной грамоты городам — и полноценное местное самоуправление. С преобразованием в 1776 году села Спас-на-Холме в город, Красный Холм становится уездным центром и по высочайшему повелению Красный Холм, Бежецк, Вышний Волочёк, Весьегонск с их уездами были приписаны от Новгородской губернии к Тверскому наместничеству. Краснохолмский уезд просуществовал 20 лет. С учреждением в 1796 году Тверской губернии, Краснохолмский уезд был упразднён, а его территория вместе с городом Красным Холмом передана сначала в состав Бежецкого уезда, а затем — с 1803 года — Весьегонского уезда. И уже в границах Весьегонского уезда город Красный Холм находился вплоть до трагических событий 1917 года и первых лет гражданской войны. Население Красного Холма никогда не было многочисленным. Если в момент образования города в 1776 году число жителей села Спас-на-Холме не превышало одной тысячи человек, то первая перепись населения Российской империи, проведённая спустя 121 год в 1897 году, зафиксировала 2514 горожан. Вместе с тем, это был довольно развитый и богатый город. Краснохолмцы занимались преимущественно приусадебным хозяйством и ремёслами, велась значительная по меркам губернии торговля льном, шкурами и кожами, а сам Красный Холм являлся одним из центров кожевенного промысла в Весьегонском уезде и Тверской губернии, здесь во множестве изготавливались сапоги и другая кожаная обувь.

## Население
Рождение Тверской Карелии произошло в XVII веке, когда территория Бежецкого Верха становится центром переселенческого движения, где сошлись два встречных потока: карельские переселенцы пришли на дикие и первобытные земли Бежецкой возвышенности со стороны Карельского перешейка и Приладожья, а русские переселенцы – преимущественно со стороны Ярославля и Костромы. Именно карельские и русские переселенцы начала XVII века принесли с собой на Бежецкую возвышенность культуру плужного земледелия, которая привела к быстрому по историческим меркам хозяйственному освоению свободных земель в междуречье Медведицы и Мологи. И ко времени первой Всероссийской переписи 1897 года тверские карелы составляли уже до четверти от населения Бежецкого и Весьегонского уездов Тверской губернии.
Тверской карельский народ на протяжении веков сложился как этническая общность на территории Бежецкого Верха и является, наряду с русскими, вторым коренным народом Тверской области. 13 сентября 2007 года Генеральной Ассамблеей ООН была принята Декларация о правах коренных народов, в соответствии с которой коренные народы имеют право на достойную жизнь, на сохранение и развитие собственной культуры и собственных государственных учреждений, а также право на развитие народа в том направлении, которое сам народ считает наиболее соответствующим его потребностям и стремлениям. В документе подтверждается право коренных народов на самоопределение и, как следствие этого права, говорится о свободе каждого народа самостоятельно решать вопрос о форме своего государственного существования и осуществлять своё экономическое и культурное развитие. Это неотъемлемые права всех коренных народов, в том числе тверских карел.

## История

### Карельский национальный округ
9 июля 1937 года был создан Карельский национальный округ (карел. Karielan rahvahan ymbäryš) в составе пяти карельских районов Калининской области: Лихославльского, Новокарельского, Рамешковского, Максатихинского и Козловского, со столицей в городе Лихославле. Именно на территории Карельского национального округа язык тверских карел впервые в истории получил официальный статус и стал языком делопроизводства, СМИ, культуры и образования. Вместе с тем, Карельский национальный округ отнюдь не равнозначен Тверской Карелии, за его границами остались густонаселённые северные и восточные районы расселения тверских карел, включая такие города как Бежецк, Весьегонск и Красный Холм. Карельский национальный округ был ликвидирован 7 февраля 1939 года, после чего началось полное забвение карельского народа со стороны советского государства, а многие активисты карельского движения Тверской области были арестованы и репрессированы.

### Тверская национально-культурная автономия тверских карел
В 1997 году была образована Тверская национально-культурная автономия тверских карел, которая представляет собой общественное объединение граждан этой национальности на основе добровольной самоорганизации в целях решения вопросов сохранения самобытности, развития родного языка, образования, национальной культуры. Включает шесть районных и одну городскую культурную автономию.
Председатели НКА Тверских карел Туричев Николай Александрович, Виноградов Василий Алексеевич, Орлов Михаил Михайлович, Елкин Виктор Вячеславович, Головкина Зинаида Ивановна.